# Аспровалта
Аспрова̀лта (на гръцки: Ασπροβάλτα) е курортно селище в Егейска Македония, Гърция, дем Бешичко езеро (Волви), област Солун, регион Централна Македония с 3039 жители (2001).

## География
Аспровалта е разположено на северозападния бряг на Орфанския залив в подножието на Орсовата планина (Кердилио).

## История

### Античност
В северозападната махала Куледес (тоест Кули) са развалините на античната станция на Виа Егнация Пенана (Долна кула) и на крепостта Горна кула.

### В Османската империя
В склоновете на Богданската планина е разположен късносредновековният манастир „Свети Георги“, а над него са развалините на Крепостта на Скалата на Свети Георги.
През XIX век и началото на XX век, Аспровалта е малко селце, числящо се към Лъгадинската каза. Според статистиката на Васил Кънчов („Македония. Етнография и статистика“) от 1900 година селото брои 85 жители, всички турци.
В 1906 година шефът на руските жандармерийски инструктори в Солунския санджак Николай Сурин посещава Аспровалта и по-късно пише:
| „ | Жителите на крайбрежните села Ставрос, Враста и Аспровалта беха смели гръцки рибари, които почти целото време прекарваха в морето и се интересуваха много повече за барбуни, скариди и октоподи, отколкото за политически борби и интриги, които се развиваха на сушата. | “ |

### В Гърция
В 1912 година, по време на Балканската война, в Аспровалта влизат гръцки части и след Междусъюзническата война в 1913 година остава в Гърция. В 1913 година селото (Ασπροβάλτα) има 52 жители. След разгрома на Гърция в Гръцко-турската война в 1922 година в селото са заселени малоазийски гърци бежанци от село Ренкьой. В 1928 година селото е изцяло бежанско с 98 семейства и 347 души.
- Променада в Аспровалта
- Парк в Аспровалта
- „Свети Георги“